# Johnny Redelinghuys
Pas d'image ? Cliquez ici

a Compétitions nationales et continentales officielles uniquement.

b Matchs officiels uniquement.
Dernière mise à jour le 12 novembre 2021.
Johannes Hermanus Redelinghuys dit Johnny Redelinghuys, né le 7 février 1984 à Windhoek en Namibie, est un joueur de rugby à XV namibien. Il joue avec l'équipe de Namibie entre 2006 et 2015, évoluant au poste de pilier. Il mesure 1,80 m et pèse 112 kg. Il fait partie de la sélection de Namibie sélectionnée pour la coupe du monde 2007 en France.

## Équipe de Namibie
- 49 sélections avec l'équipe de Namibie
- 1er test match le 9 septembre 2006 contre l'équipe du Kenya
- Sélections par année : 3 en 2006, 9 en 2007, 2 en 2008, 4 en 2009, 5 en 2010, 7 en 2011, 4 en 2012, 4 en 2013, 4 en 2014, 7 en 2015
- Coupe du monde :
  - 2007 (4 matchs, 1 comme titulaire (Irlande, France, Argentine, Géorgie))
  - 2011 (4 matchs, 4 comme titulaire (Fidji, Samoa, Afrique du Sud, pays de Galles))
  - 2015 (3 matchs, 1 comme titulaire (Fidji, Géorgie, Argentine))